# Altkirchen
Altkirchen es una localidad situada en el municipio de Schmölln del distrito de Altenburger Land, en el estado federado de Turingia (Alemania), a una altitud de 228 metros. En la localidad viven unos seiscientos habitantes.
Hasta el 1 de enero de 2019, cuando se incorporó al actual municipio de Schmölln, Altkirchen era sede de un municipio que en sus últimos años contaba con una población de unos mil habitantes y abarcaba en su término municipal a las localidades de Gimmel, Gödissa, Göldschen, Großtauschwitz, Illsitz, Jauern, Kleintauschwitz, Kratschütz, Nöbden, Platschütz, Röthenitz y Trebula. Todas estas localidades son actualmente pedanías de Schmölln y en su origen eran municipios que fueron anexionados por Altkirchen entre 1938 y 1961.